# Alanenjärvi (Gällivare socken, Lappland)
Alanenjärvi är en sjö i Gällivare kommun i Lappland och ingår i Kalixälvens huvudavrinningsområde.